# Dla forsy
Dla forsy (ang. Where the Money Is) – amerykański komediodramat kryminalny z 2000 roku w reżyserii Marka Kanievska, wyprodukowany przez wytwórnię USA Films.

## Fabuła
Akcja filmu rozgrywa się w miasteczku w stanie Oregon i opowiada historię Henry’ego Manninga (Paul Newman) – specjalistę od napadów na bank, który po rozległym wylewie zostaje przewieziony z więzienia do domu opieki. Sparaliżowany i głuchoniemy mężczyzna trafia pod opiekę pielęgniarki Carol Ann McKay (Linda Fiorentino), która była szkolną pięknością oraz dziewczyną gwiazdora drużyny futbolowej, a obecnie jest żoną Wayne’a (Dermot Mulroney). Opieka nad Henrym budzi w Carol Ann nadzieję na zmianę, zwłaszcza gdy zaczyna podejrzewać, że pacjent symuluje symptomy choroby. Pielęgniarka podejmuje wiele nieudanych prób odkrycia prawdy, lecz dopiero wepchnięcie Henry’ego do wody przynosi oczekiwany rezultat. Udowadniając, że złodziej jest w pełni sprawny, Carol Ann proponuje mu wspólny skok.

## Obsada
- Paul Newman jako Henry Manning
- Linda Fiorentino jako Carol Ann McKay
- Dermot Mulroney jako Wayne
- Susan Barnes jako pani Foster
- Anne Pitoniak jako pani Tetlow
- Bruce MacVittie jako Karl
- Irma St. Paule jako pani Galer
- Michel Perron jako strażnik
- Dorothy Gordon jako pani Norton
- Rita Tuckett jako pani Weiler
- Diane Amos jako Kitty

## Odbiór

### Krytyka
Film Dla forsy spotkał się z mieszaną reakcją krytyków. W serwisie Rotten Tomatoes 48% z siedemdziesięciu dziewięciu recenzji filmu jest pozytywne (średnia ocen wyniosła 5,33 na 10). Na portalu Metacritic średnia ocen z 31 recenzji wyniosła 49 punktów na 100.